# أولويبيري (فلم)
أولويبيري (بالإنجليزية: Oloibiri)، هُو فيلم أكشن نيجيري صدر سنة 2016 وأخرجه Curtis Graham. الفيلم من بطولة الثنائي أولو جاكوبس وريتشارد موفي داميجو.

## وصلات خارجية
- أولويبيري على موقع IMDb (الإنجليزية)
- أولويبيري على موقع قاعدة بيانات الفيلم (الإنجليزية)
- أولويبيري على موقع ليتربوكسد (الإنجليزية)
- أولويبيري على موقع كينوبويسك (الروسية)